# Opperbevelhebber Zuidwest
De Opperbevelhebber Zuidwest (Duits: Oberbefehlshaber Südwest; afgekort: OB Südwest) volgde de Opperbevelhebber Zuid (Oberbefehlshaber Süd) op. De Opperbevelhebber Zuidwest voerde het bevel over alle Luftwaffe-eenheden in het Middellandse Zeegebied en Noord-Afrika tijdens de Tweede Wereldoorlog. De Opperbevelhebber Zuidwest diende ook als commandant voor de Heeresgruppe C. De Opperbevelhebber Zuidwest was onderschikt aan het Commando Supremo (Italiaans Opperbevel).
De Opperbevelhebber Zuidwest werd op 2 mei 1945 ontbonden, na de algehele capitulatie van de Italiaanse Sociale Republiek.

## Commando[2]
| Nr. | Afbeelding | Naam                                                | Aangetreden      | Einde termijn   | Duur termijn        | Opmerking              |
| --- | ---------- | --------------------------------------------------- | ---------------- | --------------- | ------------------- | ---------------------- |
| 1   |            | Generalfeldmarschall Albert Kesselring (1885-1960)  | 16 november 1943 | 23 oktober 1944 | 11 maanden, 7 dagen | Kesselring zwaargewond |
| 2   |            | Generaloberst Heinrich von Vietinghoff (1887-1952)  | 24 oktober 1944  | 15 januari 1945 | 2 maanden, 22 dagen |                        |
| 3   |            | Generalfeldmarschall Albert Kesselring (1885-1960)  | 15 januari 1945  | 9 maart 1945    | 1 maand, 22 dagen   |                        |
| 4   |            | Generaloberst Heinrich von Vietinghoff (1887-1952)  | 10 maart 1945    | 29 april 1945   | 1 maand, 19 dagen   |                        |
| 5   |            | General der Infanterie Friedrich Schulz (1897-1976) | 29 april 1945    | 2 mei 1945      | 3 dagen             |                        |
| 6   |            | Generaloberst Heinrich von Vietinghoff (1887-1952)  | 2 mei 1945       | 2 mei 1945      | 1 dag               |                        |

## Wehrmachteenheden in Italië onder het bevel van de Opperbevelhebber Zuidwest per 20 februari 1945[2]

### Bouw- en genie-eenheden
- Bau-Bataillone 1, 2, 5, 10, 117, 131, 138, & 142
- Technisches Bataillon 147
- Brücken-Bau-Pionier Bataillon 1
- Pionier-Bataillon 2 (Nettuno)
- 3. Pionier-Kompanie/1
- Bau-Kompanien 4./430, 4./432, 4./488, 4./789, 4./792, & 4./820
- Vermessungs-Kompanie (Geen andere benaming)

### Stellings-eenheden
- III. Bataillon (Luciano Manara)
- Heerestruppen-Ersatz-Bataillon (Geen andere benaming)
- Festungs-Bataillone 1, 2, 3, 14, 15, 16, & 17

### Artillerie
- II. Abteilung (2, 3, und 4. Batterie - Kanone) (Geen details)
- III. Abteilung (6., 7. Batterie - Kanone, 8., 9. Batterie - FH) (Geen details)
- IV. Abteilung (10. Batterie - FH, 11. Batterie - Kanone, 13. Batterie - FH) (Geen details)
- V. Abteilung (15. Batterie - s.FH (franz.), 16. Batterie - FH) (Geen details)
- IX. Abteilung (29., 30. und 31. Batterie - s.FH (franz.)) (Geen details)
- X. Abteilung (32., 33. und 34. Batterie - s.FH (franz.)) (Geen details)
- XI. Abteilung (35., 36., 38., 39. und 40. Batterie - s.Kanone (franz.)) (Geen details)
- XII. Abteilung (37., 41. - Kanone (franz.)) (Geen details)
- 5. Batterie - Gebirgskanone (Geen details)

### Logistieke- en verschillende eenheden
- Nachschub-Abteilung 54
- Nachschub-Kompanien 50, 52, 57, 1./487
- 4. Nachrichten-Kompanie/497
- 1., 2. Bäckerei-Kompanie/665
- Sicherungs-Kompanien 1., 2./1004; 1., 2./1005; 1./1008; 1., 2./1009; 1., 2./1011; 1., 2./1013; 1./1015